# Децеллюляризированые гомографты
Децеллюляризированые гомографты — это сердечные клапаны от человеческого донора, и другие ткани, соединительно-тканные комплексы, органы в целом, трансплантируемые реципиенту от донора того же биологического вида, но генетически не идентичного. В процессе децеллюляризации происходит полное удаление донорских клеток. Существуют различные методы децеллюляризации ― физические, ферментативные и химические, например к физическим методам относятся механическое воздействие, циклы замораживания-оттаивания, обработка ультразвуком. При ферментативной децеллюляризации используются трипсин, эндо- и экзонуклеазы. Широко применяются и химические детергенты ― кислоты и щелочи, ферменты, гипертонические и гипотонические растворы, ионные и неионные детергенты, хелатирующие агенты и бимодальные детергенты. В наиболее распространённом методе донорские сердечные клапаны обрабатываются различными детергентами/тензидами (поверхностно-активные вещества) и затем несколько раз промываются для удаления остатков клеток и химических веществ. В результате остаётся только основная структура клапана, состоящая из соединительной ткани.

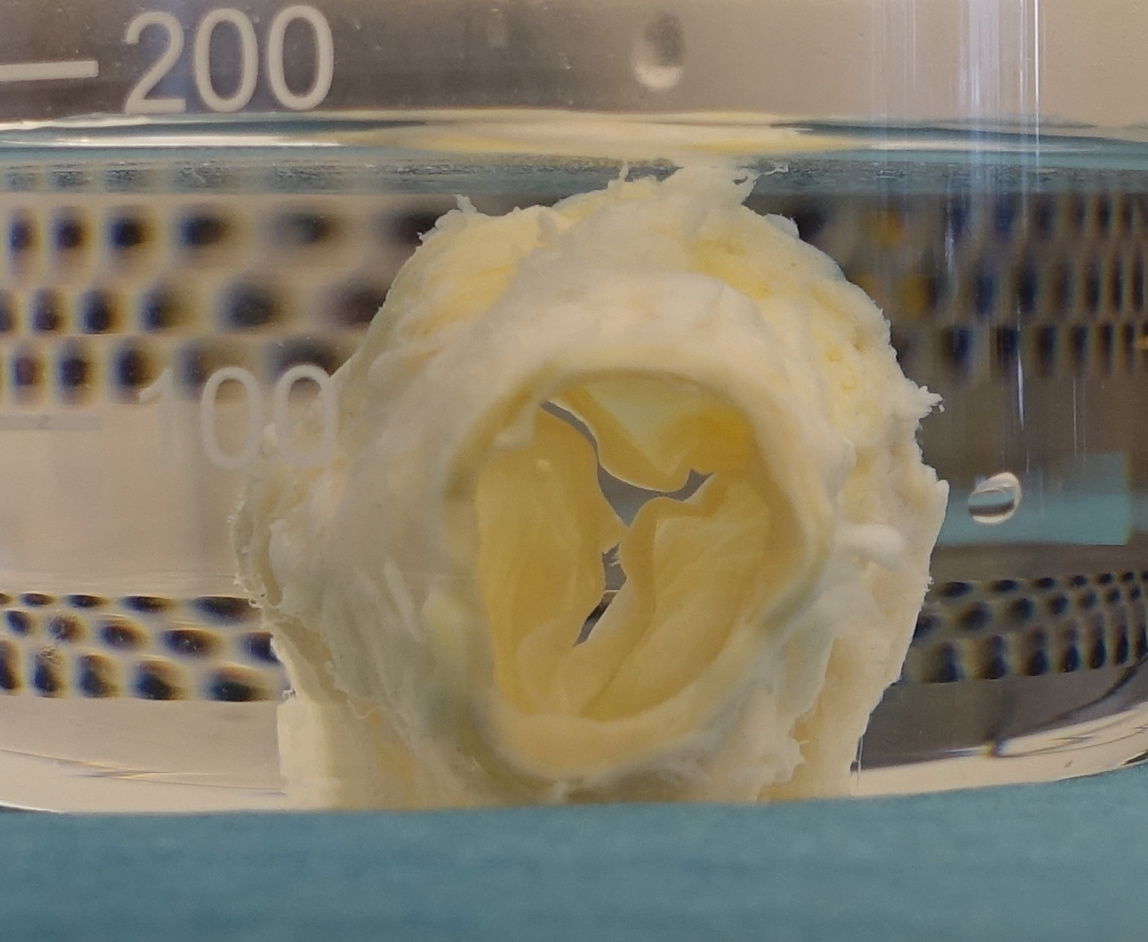
Децеллюляризированный аортальный гомографт с тремя створками.

## История
Особенно у молодых пациентов, страдающих от болезней клапанов сердца и нуждающихся в протезировании аортального клапана, есть выбор между:
-механическим клапаном, требующим пожизненного приема медикаментов, продлевающих свёртываемость крови (разжижающих кровь), с целью снизить риск образования тромбов на поверхности клапана и последующего инсульта; 
-биологическим клапаном, животного происхождения, имеющим лишь ограниченный срок действия из-за механического износа и иммуногенной несовместимости.
Гемодилюция (разжижение крови медикаментами), необходимая для механического клапана повышает риск кровотечения, что в свою очередь ограничивает личную и профессиональную активности. Именно по этой причине, особенно молодые пациенты, стараются избегать антикоагулянтов.
Следующей возможностью является операция Росса, в которой больной аортальный клапан заменяется собственным легочным клапаном пациента (пульмональным аутографом).  На место пульмонального клапана, в свою очередь, имплантируется другой клапан (обычно донорский пульмональный клапан). В итоге, данный метод может впоследствии привести к износу двух клапанов у пациента. Биологический клапан животного происхождения (ксенографт) подвержен быстрому износу особенно у молодых пациентов, таким образом оба метода ведут за собой последующие операции. Из-за спаек связанных с предыдущей операцией, повторные операции имеют повышенный риск операционных и послеоперационных осложнений.

## Тканеинженерные клапаны
Тканевая инженерия подразумевает изменение или создание новых тканей с помощью технических и биохимических методов. Основу для тканеинженерных клапанов составляют как синтетические каркасы (обычно углеводородные полимеры), так и биологические каркасы (англ. scaffolds), добываемые из человеческих (аллогенных) или из животных (ксеногенных) тканей. Полное синтетическое производство предоставляет возможность удовлетворения множества клинических требований, например таких как производство клапанов и сосудов различного размера и длины. Концепция полностью синтетических клапанов сердца показала хорошие исследовательские результаты в плане технической осуществимости и успешно используется в лабораторных экспериментах и краткосрочных экспериментах на животных. Тем не менее долгосрочные имплантаты в животных, с полностью синтетически  созданными тканями, показали неудовлетворительные результаты из-за ограниченной механической стабильности. Тканеинженерные клапаны животного происхождения не показали хороших результатов в особенности у детей, что привело к нежеланию и скептицизму их использования.

## Человеческие сердечные клапаны (гомографты)
Первая замена аортального клапана гомографтом была проведена 24 июля 1962 Дональдом Россом в Лондонской клинике Guy's Hospital. Эта операция была сравнена в проспективных рандомизированных исследованиях с другими хирургическими процедурами. Замена аортального клапана нормальным гомографтом используется в настоящее время только у 3% пациентов, в основном при острой бактериальной инфекции аортального клапана. Главной причиной сдержанного использования является сильная кальцификация обычных замороженных (криоконсервированных) гомографтов.

## Децеллюляризированые аортальные гомографты (ДАГ)
Децеллюляризированые аортальные гомографты (ДАГ) для замены аортального клапана и децеллюляризированые пульмональные гомографты (ДПГ) для замены пульмонального клапана были разработаны разными группами и компаниями. ДПГ используются клинически у детей и молодых взрослых с 2002 года и показали в краткосрочных и среднесрочных клинических исследованиях отличные результаты. Они все больше и больше заменяют традиционные криоконсервированные гомографты, которые до сих пор являлись „золотым стандартом“ для замены легочного клапана у пациентов с врожденными пороками сердца.
В Ганноверском Медицинском Институте (Medizinische Hochschule Hannover) были разработаны децеллюляризированые аортальные гомографты (ДАГ), которые имеют нормальную механическую стабильность в кровообращении, при одновременно максимально пониженной антигенности тканей, о чём имеются данные из долгосрочных исследований в животных моделях. Первые имплантации в человеке показали многообещающие результаты, таким образом ДАГ представляют собой альтернативу при замене аортального клапана. В отличие от необработанных донорских клапанов сердца в ДАГ до сих пор не наблюдалось никаких кальцификаций.
Оба вида децеллюляризированых человеческих клапанов сердца как для замены легочного так и аортального клапана получили аккредитованные разрешения для имплантации.